# Francesc Perich i Escosa
Francesc Perich i Escosa (Girona, 31 de gener de 1872 – Girona, 9 d'octubre de 1913) fou un flautista i compositor de sardanes.
Conegut com «en Francisquet», havia estat deixeble de Josep Dimas i Delgado (harmonia) i de Joan Carreras i Dagàs a La Bisbal d'Empordà i era considerat un dels millors flautistes catalans i un bon pianista. Dirigí el cor masculí La Regional, de gran qualitat musical. Dirigí la banda de l'hospici de Girona (1891-1897).
Al voltant de 1910 fundà, juntament amb Josep Saló i Bos i Tomàs Sobrequés i Masbernat, l'Acadèmia Musical Gironina, escola que a partir del curs 1912-1913 es convertiria en Acadèmia Municipal a canvi de concedir matrícules gratuïtes en favor dels nens pobres. Compongué obres per a flautí i flauta i ballables, i entre les seves sardanes cal destacar Les dues ninetes, Gentilesa i Angelical. També és autor d'altres composicions de diversos gèneres; sobretot són famosos els seus valsos i polques per a cobla i per a orquestrina, composicions que havien fet les delícies de l'època. Morí, relativament jove, víctima de terrible malaltia.
El 2014, la cobla Ciutat de Girona va enregistrar un CD dedicat a la seva obra, el primer volum de la nova col·lecció «Fonoteca de Cobla-Compositors gironins».